# Larix mastersiana
Larix mastersiana är en tallväxtart som beskrevs av Alfred Rehder och Ernest Henry Wilson. Larix mastersiana ingår i släktet lärkar, och familjen tallväxter. Inga underarter finns listade i Catalogue of Life.
Arten förekommer i västra delen av provinsen Sichuan i Kina. En undersökning under tidiga 2000-talet hittade detta träd endast i tre mindre områden. Larix mastersiana växer i bergstrakter mellan 2000 och 3500 meter över havet. Klimatet i regionen är tempererat till kallt och det faller mycket regn eller snö.
På grund av omfattande skogsavverkningar under 1950- och 1980-talet minskade artens bestånd betydligt. Platserna där Larix mastersiana finns kvar ligger på branta sluttningar. Ytterligare exemplar försvann under vintern 2007/2008 på grund av mycket snöfall samt året 2008 i samband med en jordbävning. Arten hittas bara i några få botaniska trädgårdar. IUCN listar Larix mastersiana som starkt hotad (EN).